# Happy Mondays
Happy Mondays – brytyjski zespół rockowy założony w roku 1980 w Salford koło Manchesteru. Wraz ze Stone Roses zaliczany przez dziennikarzy do nurtu madchester. Grupa wywarła wielki wpływ na późniejszą scenę britpopową (m.in. na zespoły Oasis, Blur, Primal Scream).

## Skład
- Shaun Ryder – śpiew, gitara (1980–1993, 1999–2001, 2004–2010 oraz od 2012)
- Mark Day – gitara (1980–1993, 2004–2010 oraz od 2012)
- Paul Ryder – gitara basowa, instrumenty klawiszowe (1980–1993, 1999–2001 oraz 2012)
- Mark "Bez" Berry – taniec, perkusja (1980–1993, 1999–2001, 2004–2010 oraz od 2012)
- Rowetta – śpiew (1990–1993, 1999–2001 oraz od 2012)
- Gary Whelan – perkusja (1980–1993, 1999–2001 oraz od 2012)
- Dan Broad – instrumenty klawiszowe, sample, kierownik muzyczny (od 2016)

- Paul Davis - keyboards, samples, programming (1980–1993, 2012–2015)
- Kav Sandhu - guitar, keyboards (2004–2008)

## Dyskografia
- Squirrel and G-Man Twenty Four Hour Party People Plastic Face Carnt Smile (White Out) (1987, FACT 170)
- Bummed (1988, FACT 220)
- Pills 'n' Thrills and Bellyaches (1990, FACT 320) #4 UK, #89 US
- Yes Please! (1992, FACT 420) #14 UK
- Uncle Dysfunktional (2007) #73 UK